# Indiana Pacers 2009-2010
La stagione 2009-10 degli Indiana Pacers fu la 34ª nella NBA per la franchigia.
Gli Indiana Pacers arrivarono quarti nella Central Division della Eastern Conference con un record di 32-50, non qualificandosi per i play-off.

## Roster
| N° | Naz.                   | Ruolo | Sportivo         | Anno | Alt. | Peso |
| -- | ---------------------- | ----- | ---------------- | ---- | ---- | ---- |
| 1  | Stati Uniti (bandiera) | G     | Dahntay Jones    | 1980 | 198  | 95   |
| 2  | Stati Uniti (bandiera) | G     | Earl Watson      | 1979 | 185  | 88   |
| 3  | Stati Uniti (bandiera) | A     | Troy Murphy      | 1980 | 211  | 111  |
| 5  | Stati Uniti (bandiera) | G     | T.J. Ford        | 1983 | 183  | 75   |
| 10 | Stati Uniti (bandiera) | AC    | Jeff Foster      | 1977 | 211  | 107  |
| 12 | Stati Uniti (bandiera) | G     | Travis Diener    | 1982 | 185  | 79   |
| 13 | Stati Uniti (bandiera) | G     | Luther Head      | 1982 | 191  | 84   |
| 17 | Stati Uniti (bandiera) | GA    | Mike Dunleavy    | 1980 | 206  | 100  |
| 22 | Stati Uniti (bandiera) | G     | A.J. Price       | 1986 | 188  | 82   |
| 25 | Stati Uniti (bandiera) | A     | Brandon Rush     | 1985 | 198  | 95   |
| 32 | Stati Uniti (bandiera) | A     | Josh McRoberts   | 1987 | 208  | 109  |
| 33 | Stati Uniti (bandiera) | A     | Danny Granger    | 1983 | 203  | 102  |
| 44 | Stati Uniti (bandiera) | A     | Solomon Jones    | 1984 | 208  | 104  |
| 50 | Stati Uniti (bandiera) | A     | Tyler Hansbrough | 1985 | 206  | 113  |
| 55 | Stati Uniti (bandiera) | C     | Roy Hibbert      | 1986 | 218  | 126  |

## Staff tecnico
- Allenatore: Jim O'Brien
- Vice-allenatori: Dick Harter, Lester Conner, Dan Burke, Frank Vogel, Jay DeFruscio
- Preparatore fisico: Shawn Windle
- Preparatore atletico: Josh Corbeil
- Assistente preparatore: Carl Eaton